# Amt Westerstede
Das Amt Westerstede war ein Verwaltungsbezirk des Großherzogtums Oldenburg und des späteren Freistaates Oldenburg. Der Sitz des Amtes befand sich in Westerstede. Die Funktion der oldenburgischen Ämter entsprach weitgehend der Funktion der Landkreise im übrigen Deutschen Reich.

## Geschichte
Das Amt Westerstede wurde im Rahmen der oldenburgischen Verwaltungsreform von 1814 gebildet und umfasste zunächst die beiden Gemeinden Westerstede und Apen. 1858 traten die Gemeinden Zwischenahn und Edewecht aus dem aufgelösten Amt Zwischenahn hinzu.
Bei der Verwaltungsreform von 1933 wurde das Amt Westerstede aufgelöst. Seine Gemeinden wurden mit Wiefelstede und Rastede aus dem aufgelösten Amt Oldenburg zum Amt Ammerland zusammengefasst, aus dem 1939 der Landkreis Ammerland wurde.

## Einwohnerentwicklung
| Amt Westerstede | 1890   | 1900   | 1910   | 1925   |
| --------------- | ------ | ------ | ------ | ------ |
| Einwohner       | 18.706 | 19.546 | 22.684 | 27.462 |

## Gemeinden
Das Amt Westerstede umfasste zuletzt vier Gemeinden (Stand 1. Dezember 1910):
| Gemeinde    | Einwohner |
| ----------- | --------- |
| Apen        | 5160      |
| Edewecht    | 3968      |
| Westerstede | 7442      |
| Zwischenahn | 6114      |